# Lash Legend
Anriel Howard (Atlanta, 6 de maio de 1997) é uma lutadora profissional americana que trabalha atualmente para a WWE, onde atua em sua marca NXT sob o nome de ringue Lash Legend. Ela também é ex-jogadora de basquete universitário e profissional (WNBA), onde jogou três partidas pelo Seattle Storm.

## Carreira de luta livre profissional

### WWE (2020-presente)

#### NXT (2021-presente)
Howard assinou com a WWE em 2 de dezembro de 2020. No episódio de 21 de setembro de 2021 do NXT, Howard fez sua estreia na televisão durante um segmento de bastidores com Franky Monet, apresentando-se como Lash Legend . No episódio de 28 de setembro do NXT, Legend começou a ser apresentado regularmente como apresentador de um segmento de talk show pré-gravado, Lashing Out with Lash Legend . No episódio de 10 de dezembro do 205 Live, Howard fez sua estreia no ringue, derrotando Amari Miller e se estabelecendo como heel.
Em fevereiro de 2022, Legend e Miller confirmaram que se uniriam para competir no Clássico feminino Dusty Rhodes Tag Team ; porém, a dupla foi perdida no primeiro round para Io Shirai e Kay Lee Ray . Em 1º de março, depois que as duas equipes discutiram, isso levou a uma revanche onde Legend derrotou Miller. Em 8 de março, no Roadblock, Legend entrevistou Nikkita Lyons durante Lashing Out with Lash Legend, resultando em uma discussão acalorada entre os dois. Os dois lutadores rivais se enfrentaram nos episódios de 5 e 26 de abril do NXT, onde Legend perdeu para Lyons nas duas vezes. No Spring Breakin', Legend e Natalya perderam para Cora Jade e Lyons em uma luta de duplas. Pouco depois, Legend entrou no NXT Women's Breakout Tournament ; ela perdeu para Roxanne Perez nas semifinais. Depois que Alba Fyre derrotou Tatum Paxley no episódio de 7 de junho do NXT, Legend atacou, iniciando uma rivalidade entre os dois. Legend perdeu para Fyre no episódio de 21 de junho do NXT por desqualificação depois que ela atacou Fyre com o bastão deste último e no episódio de 2 de agosto do NXT .
Nos meses seguintes, Legend perderia para nomes como Fallon Henley, Wendy Choo, Shotzi e Lyra Valkyria, ao mesmo tempo que não conseguia ganhar oportunidades de título em Battle Royals. Desde agosto de 2022, através de eventos ao vivo, Legend encontrou um aliado em Jakara Jackson. Eles tiveram sua primeira aparição na televisão como uma equipa no episódio de 11 de novembro do NXT Level Up, onde perderam para Ivy Nile e Tatum Paxley.
Em 28 de maio de 2023, no NXT Battleground, durante uma luta British Rounds Rules pela NXT Heritage Cup entre o campeão Noam Dar e Dragon Lee, Legend ao lado de Jackson interferiu em favor de Dar, ajudando-o a reter a Heritage Cup no processo. Legend e Jackson venceriam sua primeira partida como equipe no NXT Gold Rush ao derrotar Valentina Feroz e Yulisa Leon.